# Otto Fretter-Pico
Pour les articles homonymes, voir Fretter-Pico.
Otto Fretter-Pico (né le 2 février 1893 à Karlsruhe, mort le 30 juillet 1966 à Flims dans le canton des Grisons en Suisse) est un général allemand pendant la Seconde Guerre mondiale. Au rang de Generalleutnant de la Wehrmacht, il occupe le commandement de différentes divisions, et est récipiendaire de la croix de chevalier de la croix de fer. Otto Fretter-Pico se rend aux troupes de la force expéditionnaire brésilienne le 28 avril 1945, et reste prisonnier jusqu'en 1948.
Son frère Maximilian est lui aussi général pendant la Seconde Guerre mondiale.

## Biographie
Fretter-Pico s'engage le 14 juillet 1914 comme élève-officier dans le 14e régiment d'artillerie de campagne à Karlsruhe. 

## Distinctions
- Croix de fer (1914) 
  - 2e classe
  - 1re classe
- Insigne des blessés (Allemagne) (1914) 
  - en noir
- Croix de chevalier de l'Ordre de la Maison Royale des Hohenzollern avec épées de 3e classe
- Croix de chevalier de l'Ordre du Lion de Zaeringen avec épées de 2e classe
- Croix d'honneur
- Croix de fer (1939)
  - 2e classe
  - 1re classe
- Médaille du Front de l'Est
- Insigne d'assaut
- Croix allemande en or (11 décembre 1941)
- Croix de chevalier de la Croix de fer
  - Croix de chevalier, le 12 décembre 1944, comme Generalleutnant et commandant de la 148. InfanterieDivision[1],[2].